# Bilston
Bilston is een plaats in het bestuurlijke gebied Wolverhampton, in het Engelse graafschap West Midlands. Bilston komt in het Domesday Book (1086) voor als 'Billestune'.
In 2021 telde Bilston 34.639 inwoners.

## Geboren in Bilston
- Don Powell (1946), rockdrummer (Slade)
- James Fleet (1952), acteur
- Jack Holden (1907-2004), atleet